# Häktningsförhandling
Häktningsförhandling kallas i svensk rätt den förhandling i allmän domstol (som första peninsinstans tingsrätt), vilken syftar till att avgöra huruvida en person skall häktas eller ej. Häktningsframställan påkallas av åklagare antingen skriftligt eller muntligt till rätten och måste hållas senast kl 12 den tredje dagen sedan personen ifråga anhållits. Rätten måste sedan inom 4 dygn från att personen är anhållen påbörja häktningsförhandling. Under häktningsförhandlingen är den tilltalade frihetsberövad.